# Palacio Da Mula
El palacio Da Mula es un edificio histórico italiano situado en Murano, Venecia.

## Historia
La construcción original del edificio data del siglo XII. Con su actual aspecto gótico, es la más representativa construcción medieval de Murano. La familia Da Mula adquirió el palacio a la familia de los Diedo en 1621. Los Da Mula residieron en él hasta 1712, alquilándolo a otra familia patrícia, los Fontanella, miembros de la aristocracia de los "maestros vidrieros" de Murano. Con el tiempo, la propiedad pasó a manos del hijo del patriarca, Zuanne Fontanella. 
El edificio es actualmente la sede de la circunscripción municipal de Venecia-Murano-Burano y en él se encuentra el Registro civil. La planta noble se utiliza para actos culturales.

## Descripción
El palacio Da Mula presenta en la fachada numerosos motivos decorativos como molduras y bajorrelieves típicos venecianos, muy anteriores al siglo XV] que, en general, componen el carácter del arte ojival veneciano. Esta técnica se expresa especialmente en las aperturas laterales de la planta baja, en los podestales de la puerta, en los arcos flexionados de la logia, así como en las ventanas de la planta noble, en los diseños circulares y en los ribetes dentados que rodean los vanos principales. Sobre las ventanas, en el eje central del piso principal, se encuentra un sagrario con estatuilla que recuerda a la decoración de la logia mayor del Palacio Gritti Badoer.
Los capiteles de la logia pertenecen al periodo renacentista,  mientras que los escudos con cimera y  lambrequines se esculpieron hacia la mitad del siglo XVI. El palacio cuenta con un patio anexo.